# Rubí (seriál)
Rubí je mexická telenovela produkovaná společností Televisa a vysílaná na stanici Las Estrellas v roce 2004. V hlavních rolích hráli Bárbara Mori, Eduardo Santamarina, Jacqueline Bracamontes, Sebastián Rulli a Ana Martín.

## Obsazení
- Bárbara Mori jako Rubí Pérez Ochoa/Fernanda Martínez Pérez
- Eduardo Santamarina jako Alejandro Cárdenas Ruiz
- Jacqueline Bracamontes jako Maribel de la Fuente Ortiz
- Sebastián Rulli jako Héctor Ferrer Garza
- Ana Martín jako Refugio Ochoa viuda de Pérez